# Orange Planet
Orange Planet (jap. オレンジ・プラネット) ist eine Manga-Serie von Haruka Fukushima, die bislang etwa 500 Seiten umfasst. Sie richtet sich vorwiegend an jugendliche Mädchen und ist damit der Shōjo-Gattung zuzuordnen.

## Handlung
Rui Nagasaki verliert als kleines Kind ihre Eltern. Am Todestag spendet ihr ein älterer Junge Trost und schenkt ihr einen Plüschbären, Haru. Seitdem schreibt sie regelmäßig Briefe an Haru.
Sechs Jahre später lebt sie allein und geht auf die Oberschule. Ihr bester Freund und Nachbar, Taro, ist in Rui verliebt, die wiederum hat nur Augen für Klassenkamerad Kaoru. Nach einem Hausbrand zieht der Student Eisuke  bei Rui ein, da er sich teilweise ihretwegen verletzt hat. Er sorgt für Chaos in Ruis Leben.
Eisuke taucht aber nicht nur in Ruis Wohnung, sondern auch an ihrer Schule auf. Als Referendar unterrichtet er Ruis Klasse, allerdings muss es geheim gehalten werden, dass sie sich eine Wohnung teilen. Später stellt es sich heraus, dass Ruis Schwarm Kaoru homosexuell ist. Er ist in Taro verliebt, während dieser Rui bald seine Liebe gestehen möchte. Das Zusammenleben von Eisuke und Rui kommt heraus, weswegen Eisuke sein Studium vorerst aufgeben und Rui zu ihrer Tante ziehen muss.

## Veröffentlichungen
Der Manga erscheint in Japan seit 2006 in Einzelkapiteln im monatlichen Manga-Magazin Nakayoshi, das pro Ausgabe eine verkaufte Auflage von etwa 420.000 vorzuweisen hat. Der Kōdansha-Verlag bringt diese Einzelkapitel auch in Sammelbänden heraus.
In Deutschland werden die Sammelbände von Orange Planet seit Juli 2007 von Tokyopop verlegt. Fünf Bände sind bislang auf Deutsch erschienen.

## Rezeption
Der Manga wurde 2008 von einer Jury aus 60 Jugendlichen zum Lesen empfohlen, wodurch die Serie auch in der Frankfurter Rundschau vorgestellt wurde. Die Jury sollte im Auftrag der Frankfurter Stadtbücherei und in Zusammenarbeit mit dem Frankfurter Lions Club 400 Bücher, Comics und Filme bewerten.